# Geher-Länderkampf der Männer 1965 Schweden – BR Deutschland
| 4. Leichtathletik-Länderkampf mit bundesdeutscher Beteiligung 1965 | 4. Leichtathletik-Länderkampf mit bundesdeutscher Beteiligung 1965 |
| ------------------------------------------------------------------ | ------------------------------------------------------------------ |
|                                                                    |                                                                    |
| Geher-Vergleich der Männer: Schweden – BR Deutschland              |                                                                    |
| Austragungsort                                                     | Äppelbo                                                            |
| Wettbewerbe                                                        | 2                                                                  |
| Datum                                                              | 26. Juni 1965                                                      |
| 1. FRG 2. SWE                                                      | 24 Punkte 20 Punkte                                                |
| Chronik                                                            |                                                                    |
| ← YUG-FRG 5kampf (F)                                               | SUI-FRG-BEL-FRA-ITA-NLD (M) →                                      |

Im vierten Vergleich des Länderkampfjahres 1965 trafen sich die bundesdeutschen Geher zum neunten Mal mit ihren Kontrahenten aus Schweden. Die Begegnung wurde am 25. Juni im schwedischen Äppelbo ausgetragen. Schweden hatte zuvor sechs Mal gewonnen, die Bundesrepublik Deutschland zwei Mal.

## Wettbewerbe und Modus
Mit dem Straßengehen über 20 und wieder 35 Kilometer standen wie gewohnt zwei Wettbewerbe auf dem Programm. Nach den üblichen Regeln kamen von vier Startern je Land in den beiden Wettbewerben die jeweils besten drei in die Wertung. Der erste Rang brachte sieben Punkte, der zweite fünf, der dritte vier usw.

## Ergebnis
Den Wettbewerb über die kürzere Distanz entschieden die bundesdeutschen Geher deutlich für sich, während auf der längeren Strecke die Schweden etwas weniger klar vorne lagen. So ging die Bundesrepublik Deutschland in der Endabrechnung mit 24 zu zwanzig Punkten als Sieger aus diesem Wettkampf hervor.

## Resultate

### 20-km-Straßengehen
| Platz | Athlet             | Land | Zeit (h) |
| ----- | ------------------ | ---- | -------- |
| 1     | Karl-Heinz Pape    | FRG  | 1:34:17  |
| 2     | Kurt Schreiber     | FRG  | 1:35:01  |
| 3     | Lennart Back       | SWE  | 1:35:29  |
| 4     | Herbert Staubach   | FRG  | 1:36:45  |
| 5     | Harry Eriksson     | SWE  | 1:37:22  |
| 6     | Roine Karlsson     | SWE  | 1:38:09  |
| 7     | Bernhard Nermerich | FRG  | 1:47:11  |
| 8     | Björn Söderman     | SWE  | 1:47:41  |

### 35-km-Straßengehen
| Platz | Athlet            | Land | Zeit (h) |
| ----- | ----------------- | ---- | -------- |
| 1     | Ingvar Pettersson | SWE  | 2:54:07  |
| 2     | Stig Lindberg     | SWE  | 2:55:39  |
| 3     | Hannes Koch       | FRG  | 2:56:47  |
| 4     | Gerhard Weidner   | FRG  | 2:57:36  |
| 5     | Gerd Schuth       | FRG  | 3:00:46  |
| 6     | Roy Syversen      | SWE  | 3:03:32  |
| 7     | Max Sjöholm       | SWE  | 3:08:14  |
| 8     | Claus Bartels     | FRG  | 3:09:34  |